# Каннський кінофестиваль 1955
8-й Каннський міжнародний кінофестиваль відбувся з 26 квітня по 10 травня у Каннах, Франція. У фестивалю взяли участь 33 повнометражні фільми конкурсної програми, 2 поза конкурсом та 40 короткометражних стрічок.

## Журі
- Марсель Паньоль — Голова журі;  Франція
- Марсель Ашар,  Франція
- Хуан Антоніо Бардем,  Іспанія
- Андре Дігімонт,  Франція
- Жан-П'єр Фрожере,  Франція
- Леопольд Ліндтберг,  Швейцарія
- Анатоль Літвак,  США
- Іза Міранда,  Італія
- Леонард Мослі,  Велика Британія
- Жан Нері,  Франція
- Сергій Юткевич,  СРСР

Короткометражних фільмів
- Жак Доніоль-Валькроз,  Франція
- Херман Ван Дер Горст,  Нідерланди
- Марсель Ішак,  Франція
- Карл Корн,  ФРН
- Жан Пердрікс,  Франція

## Фільми-учасники конкурсної програми
Повнометражні фільми
| Фільм                              | Назва мовою оригіналу                     | Режисер                           | Країна          |
| ---------------------------------- | ----------------------------------------- | --------------------------------- | --------------- |
| Бірадж Баху                        | Biraj Bahu                                | Бімал Рой                         | Індія           |
| Велика родина                      | Большая семья                             | Йосип Хейфіц                      | СРСР            |
| Висота 24 не відповідає            | Giv'a 24 Eina Ona                         | Торольд Дікінсон                  | Ізраїль         |
| Він горить в ночі                  | Det brenner i natt!                       | Арне Скоуен                       | Норвегія        |
| Герої Шипки                        | Герои Шипки                               | Сергій Васильєв                   | СРСР            |
| Джедда                             | Jedda                                     | Чарльз Шовель                     | Австралія       |
| Жінка-календар                     | 女の暦 / Onna no koyomi                   | Сейджі Хісамацу                   | Японія          |
| Знак Венери                        | Il segno di Venere                        | Діно Різі                         | Італія          |
| Золото Неаполя                     | L'Oro di Napoli                           | Вітторіо Де Сіка                  | Італія          |
| Життя або смерть                   | Hayat ou maut                             | Камаль Ель Шейх                   | Єгипет          |
| Кармен Джонс                       | Carmen Jones                              | Отто Премінґер                    | США             |
| Кінець роману                      | The End of the Affair                     | Едвард Дмитрик                    | США             |
| Козеня за два гроші                | A Kid for Two Farthings                   | Кароль Рід                        | Велика Британія |
| Комар                              | Die Mücke                                 | Вальтер Райш                      | ФРН             |
| Коренеплоди                        | Raíces                                    | Беніто Алазракі                   | Мексика         |
| Ліліомфі                           | Liliomfi                                  | Карой Макк                        | Угорщина        |
| Людвіг II : Блиск і падіння короля | Ludwig II. — Glanz und Elend eines Königs | Гельмут Койтнер                   | ФРН             |
| Марселіно, хліб і вино             | Marcelino pan y vin                       | Ладіслао Вайда                    | Іспанія Італія  |
| Марті                              | Marty                                     | Делберт Манн                      | США             |
| На схід від раю                    | East Of Eden                              | Еліа Казан                        | США             |
| Незнайомець на сходах              | Un extraño en la escalera                 | Туліо Демічелі                    | Мексика Куба    |
| Повість Тікамацу                   | 近松物語 / Chikamatsu Monogatari          | Кендзі Мідзогуті                  | Японія          |
| Поганий день у Блек Року           | Bad Day at Black Rock                     | Джон Старджес                     | США             |
| Псоголові                          | Psohlavci                                 | Мартін Фріч                       | Чехословаччина  |
| Ромео і Джульєтта                  | Ромео и Джульетта                         | Лео Арнштам та Леонід Лавровський | СРСР            |
| Сільська дівчина                   | The Country Girl                          | Джордж Сітон                      | США             |
| Стела                              | Στέλλα                                    | Міхаліс Какоянніс                 | Греція          |
| Фантастична самба                  | Samba Fantástico                          | Жан Манзон та Рене Персен         | Бразилія        |
| Чистильники взуття                 | Boot Polish                               | Пракаш Арора                      | Індія           |
| Чоловічі розбірки                  | Du rififi chez les hommes                 | Жуль Дассен                       | Франція         |
| Чорне досьє                        | Le Dossier noir                           | Андре Каятт                       | Франція         |
|                                    | Senhime                                   | Кейґо Кімура                      | Японія          |

## Нагороди
- Золота пальмова гілка: Марті, режисер Делберт Манн
- Особливий приз журі: Загублений континент режисери Леонардо Бонці, Енріко Грас та Джорджо Мосер
- Приз за найкращу чоловічу роль:
  - Спенсер Трейсі — Поганий день у Блек Року
  - Сергій Лук'янов, Борис Андреєв, Олексій Баталов, Сергій Курилов, Вадим Медведєв, Борис Бітюков, Микола Гриценко, Павло Кадочников, Борис Коковкін та Микола Сергеєв — Велика родина
- Приз за найкращу жіночу роль:
  - Олена Добронравова, Віра Кузнєцова, Клара Лучко, Катерина Савінова, Ія Арепіна та Лариса Кронберг — Велика родина
- Приз за найкращу режисуру:
  - Сергій Васильєв — Герої Шипки
  - Жуль Дассен — Чоловічі розбірки
- Особлива згадка:
  - Чистильники взуття
  - Марселіно, хліб і вино
- Золота пальмова гілка за короткометражний фільм: Мерехтлива порожнеча
- Особлива згадка — короткометражний фільм: Золота антилопа — Лев Атаманов
- Найкращий короткометражний документальний фільм: Isole di fuoco — Вітторіо де Сета
- Найкращий драматичний фільм: На схід від раю — Еліа Казан
- Найкращий ліричний фільм: Ромео і Джульєтта — Лео Арнштам і Леонід Лавровський
- Призи ФІПРЕССІ:
  - Смерть велосипедиста — Хуан Антоніо Бардем
  - Коренеплоди — Беніто Алазракі
- Приз Міжнародної Католицької організації в області кіно (OCIC): Марті — Делберт Манн
- Особливий приз Міжнародної Католицької організації в області кіно (OCIC): Марселиіно, хліб і вино — Ладіслао Вайда